# Corentin Le Goff
Corentin Le Goff (8 de octubre de 1991) es un deportista francopolinesio que compitió en judo. Ganó tres medallas de bronce en el Campeonato de Oceanía de Judo entre los años 2011 y 2014.

## Palmarés internacional
| Campeonato de Oceanía | Campeonato de Oceanía    | Campeonato de Oceanía | Campeonato de Oceanía |
| Año                   | Lugar                    | Medalla               | Categoría             |
| --------------------- | ------------------------ | --------------------- | --------------------- |
| 2011                  | Papeete (Francia)        | Medalla de bronce     | –60 kg                |
| 2012                  | Cairns (Australia)       | Medalla de bronce     | –60 kg                |
| 2014                  | Auckland (Nueva Zelanda) | Medalla de bronce     | –60 kg                |